# قصر غربی
قصر غربی (انگلیسی: West Palace; کره‌ای: 서궁) یک مجموعه تلویزیونی کره جنوبی سال ۱۹۹۵ با بازی لی یونگ ئه، کیم کیو چول و لی بو هی است. این مجموعه از ۷ ژوئیه تا ۲۶ دسامبر ۱۹۹۵، روزهای دوشنبه و سه‌شنبه ساعت ۲۱:۴۰ (کی‌اس‌تی) از کی‌بی‌اس۲ برای ۵۲ قسمت پخش شد.

## بازیگران

### اصلی
- لی یونگ ئه در نقش بانو کیم گِه شی / گِه دونگ
  - لی جونگ هو در نقش جوانی کیم گه شی
- کیم کیو چول در نقش یی هون، ولیعهد گوانگ‌هه، پادشاه گوانگ‌هه
- لی بو-هی در نقش ملکه این‌موک (سوسونگ)
  - پارک سو را در نقش جوانی ملکه این‌موک

## تولید
این مجموعه اولین حضور بازیگر لی یونگ ئه و چوی دونگ جون در یک درام تاریخی است.